# Zrzeszenie Żydowskich Artystów Malarzy i Rzeźbiarzy w Krakowie
Zrzeszenie Żydowskich Artystów Malarzy i Rzeźbiarzy w Krakowie – stowarzyszenie działające w Krakowie w latach 1931–1939.

## Historia
Towarzystwo zostało powołane jesienią 1931 roku, o czym poinformowano na łamach syjonistycznego Nowego Dziennika. Do 1930 roku należało do niego około 70 artystów. W ich gronie znalazło się 11 kobiet: Henryka Kerner, Anna Weingrün, Jadwiga Sperling, Gizela Nebenzahl-Wistreich, Hanka Landau, R. Matzner-Abelesowa, Ernestyna Zollman, Antonina Richter, Helena Grabschrift, Hanka Lewkowiczówna i Fryda Sterberg. Pierwszą wystawę zorganizowano w Żydowskim Domu Akademickim przy ulicy Przemysłowej 3. Kolejną 12 listopada 1933 roku przy ulicy Krakowskiej 41 w lokalu gminy żydowskiej. Swoje prace pokazali: Leon Lewkowicz, Abraham Neuman, Szymon Müller, Jakub Pfefferberg, Zygmunt Seiden, Antoni Soldinger, Wilhelm Wachtel, Artur Markowicz. Dołączyli do nich niezrzeszeni: Samuel Finkelstein, Ignacy Hirszfang i Leopold Bachner. Dochód z wystawy postanowiono przekazać Komitetowi Pomocy Uchodźcom Żydowskim z Niemiec.
W kolejnych latach rosła liczba członków Zrzeszenia. W 1933 roku przyłączyło się 14 nowych artystów, a w 1934 kolejnych pięciu. W 1935 roku dołączyło kolejnych 6 osób. W latach 1936–1939 grono powiększyło się o kolejnych 13 artystów. Osoby wspierające działalność Zrzeszenia nosiły miano członków wspierających. Wpłacali oni co miesiąc składkę wynoszącą 1 złoty w zamian nabywając prawo do bezpłatnego wstępu na odczyty, wystawy i inne imprezy organizowane przez Zrzeszenie. W 1935 roku składkę płaciło 250 członków wspierających.

## Czasopismo
Decyzję o wydawaniu pisma podjęto w 1933 roku. Redaktorami czasopisma zostali dwaj malarze Norbert Nadel i Emil Schinagel. Do współpracy zaproszono: Majera Bałabana, Michała Weinziehera, Tytusa Czyżewskiego i Leona Chwistka oraz członków redakcji Nowego Dziennika: Wilhelma Berkelhammera, Mojżesza Kanfera i Henryka Webera. Nie udało się wydać pisma w 1933 roku, dlatego pierwszy numer ukazał się dopiero w lutym 1934 roku. Pismo nosiło tytuł Sztuka i życie współczesne. Redaktorem odpowiedzialnym został Ignacy Müller. Niestety ukazał się tylko jeden numer czasopisma.

## Władze
Podczas pierwszej wystawy w 1931 roku zorganizowano zebranie podczas którego wybrano zarząd. Prezesem został Leon Schönker. W skład wydziału weszli: Józef Badower, Izydor Czaj-Goldhuber, Ozjasz Hersdörfer, Joachim Kahane, Henryka Kerner, Leon Lewkowicz, Szymon Müller, Norbert Nadel, Jakub Pfefferberg, Ezriel Regenbogen, Emil Schinagel, Zygmunt Seiden, Antoni Soldinger. Komisja kontrolująca liczyła 13 osób, w tym kilku prawników, redaktorzy „Nowego Dziennika” i dwóch przedstawicieli kahału. W czerwcu 1932 roku odbyło się kolejne zebranie członków. Ze stanowiska wiceprezesa zrezygnował Czaj-Goldhuber równocześnie obejmując funkcję skarbnika, nowym wiceprezesem został Norbert Nadel, a sekretarzem Emil Schinagel. W 1935 roku nowym przewodniczącym został Leon Lewkowicz, wiceprezesem Jakub Pfefferberg, sekretarzem Wolf Grünberg. Skarbnikiem pozostał Szymon Müller. W skład wydziału weszli: Ozjasz Herschdórfer, Hanka Landau, R. Matzner-Abelesowa i Elisze Weintraub. Pod koniec 1936 roku prezesem wybrano Emila Schinagla, wiceprezesem Szymona Müllera, sekretarzem Wolfa Grünberga, skarbnikiem Hermana Ehrmana. Do Wydziału wybrano: Izydora Czaj-Goldhubera, Norberta Nadela, Jakuba Pfefferberga i Leo Schönkera. Na ostatnim walnym zebraniu Zrzeszenia prezesem ponownie został wybrany Leon Lewkowicz. Wiceprezesem wybrano Abrahama Neumana, sekretarzem Wolfa Grünberga, skarbnikiem Hermana Ehrmana. W skład zarządu weszli również: Ralf Immerglück, Erna Zollman, Helena Grabschriftówna.

### Prezesi
- Leon Schönker 1931–1935
- Leon Lewkowicz 1935–1936[9]
- Emil Schinagl 1936–1938[9]
- Leon Lewkowicz 1938–1939[6]